# Centre local de services communautaires
Au Québec, un centre local de services communautaires (CLSC) est depuis le 1er juin 1972, un organisme public offrant des services de première ligne en matière de santé (dispensaire, clinique) et d'assistance en matière de services comme le maintien à domicile des personnes âgées ou handicapées, les cours prénataux, les soins aux nouveau-nés, la vaccination des jeunes enfants, les services de formation en hygiène et en santé dans les écoles (infirmière scolaire) ainsi que d'autres missions. Depuis le 1er décembre 2024 les CLSC sont administrés par Santé Québec.

## Historique

### Prémisses

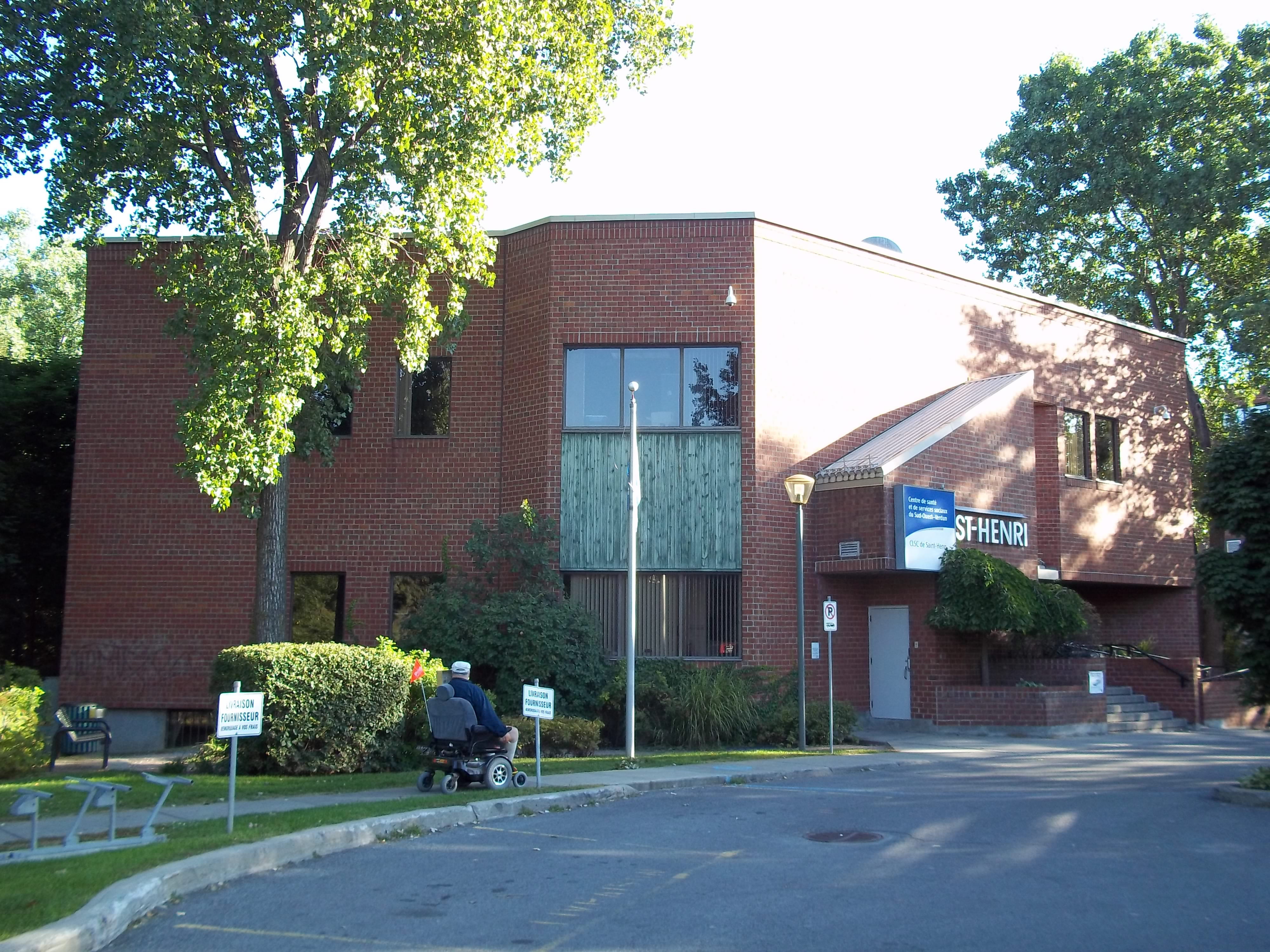
CLSC de Saint-Henri (Montréal)

Avant l'instauration du système public de santé, l'établissement du régime d'assurance hospitalisation et le régime d'assurance-maladie, plusieurs groupes de quartier ont œuvré à la mise en place de cliniques communautaires visant à donner des soins, soit gratuitement, soit au coût le plus bas possible. C'est le cas de la Clinique communautaire de Pointe-Saint-Charles qui, mise sur pied en 1968, a servi de modèle de santé communautaire à la création du réseau des CLSC en 1972.
Dans la foulée de la Révolution tranquille, la fin des années 1960 et le début des années 1970 voient apparaître le système public de santé donnant, à l'ensemble de la population québécoise, un accès gratuit à une gamme assez étendue de services liés au domaine de la santé, de la solidarité sociale et du support public aux plus démunis.
Les cliniques populaires apparues dans les années 1950 et 1960 avaient une existence très précaire en raison d'un problème chronique de financement. Animées par des bénévoles, devant aller quêter le moindre subside aux différents programmes que les villes ou l'état pouvaient établir, la pérennité de ces organismes communautaires était loin d'être assurée. Très rapidement, les cliniques populaires furent intégrés au système public et formèrent le premier noyau de CLSC.
Le ministre des Affaires sociales Claude Castonguay annonce le 19 juillet 1971 la création prochaine des CLSC afin de fournir une meilleure offre de services de santé et de services sociaux aux milieux défavorisés. Le ministre, lui-même co-président d'une commission d'enquête sur le système de santé (Commission Castonguay-Nepveu) avant les élections de 1970, avait constaté l'absence d'une première ligne de services à la population.

### Création du réseau (1972)
Le gouvernement du Québec crée les centres locaux de services communautaires le 1er juin 1972 lorsque le projet de loi 65 (dénommé Loi sur les services de santé et les services sociaux et déposé en 1971) entre en vigueur par proclamation royale,.
Lors du vote de la loi de 1971 les CLSC sont établis comme des corporations sans but lucratif au sens du Code civil, créés par lettre patente auprès du ministre des Institutions financières, compagnies et coopératives,.
À cette époque, la clinique communautaire de Pointe-Saint-Charles demande un élargissement de la loi afin que les cliniques populaires soient reconnues. Cette clinique sera dès lors reconnue comme étant un organisme communautaire autonome avec mandat de CLSC. Aujourd'hui elle est la seule clinique autonome avec un mandat de CLSC au Québec[réf. nécessaire].
Lors du dépôt du projet de loi 65, la clinique de Pointe-Saint-Charles critique le gouvernement sur la composition des conseils d'administration des CLSC, où les membres de la population obtiennent 50 % des sièges (ce qui est trop peu selon la clinique) alors que le reste est nommé:
- Soit par les Conseils régionaux de santé et de services sociaux[note 2];
- Par des professionnels de santé ;
- Ou finalement par des centres de services sociaux.

La clinique critique également ne pas avoir été consulté par les parlementaires lors des discussions du projet de loi 65 et décide de préparer un mémoire pour la commission parlementaire en charge de l'étude du projet.
Si le modèle du CLSC s'inspire des cliniques populaires et, en particulier de celle de Pointe Saint-Charles, le gouvernement du Québec transforme en 1970 à titre de projet pilote, un petit hôpital de 22 lits, l'Hôpital général Sainte-Rose de Laval en un centre local de santé. Le 10 décembre 1971, il devient officiellement le premier CLSC au Québec.

## Évolution de la gouvernance
À l'origine, le CLSC est un organisme local qui possédait son propre conseil d'administration composé comme suit:
- 5 personnes élues par la population desservie par le CLSC ;
- 2 personnes nommées par le gouvernement (par le ministre des Affaires sociales) ;
- 1 personne élue par les professionnels de la santé exerçant dans le CLSC ;
- 1 personne élue par le personnel non-médical du CLSC ;
- 1 personne élue par les conseils d'administration des centres hospitaliers affiliés au CLSC ;
- 1 personne élue par les conseils d'administration des centres de services sociaux affiliés au CLSC ;
- Le directeur général du CLSC (qui a une voix consultative uniquement).

La population est donc minoritaire dans les conseils d'administrations issus du projet de loi 65.
Chaque CLSC déterminait la gamme de services qu'il comptait offrir à la clientèle sur son territoire. Par exemple, un CLSC pouvait développer des services offerts aux femmes enceintes et une chambre des naissances tout en n'offrant pas de services de médecine d'urgence ou de clinique sans rendez-vous. Un autre pouvait se spécialiser dans l'éducation sexuelle et la prévention des maladies transmises sexuellement auprès des adolescents avec la collaboration du personnel des écoles du quartier.
Une série de changements législatifs allaient transformer le mode de gouvernance locale des CLSC, mode de gouvernance qui à l'origine en avait fait l'originalité, ainsi que leur offre de services.
En 2000, la Loi sur l'administration publique introduit des notions de transparence et d'imputabilité, liant les contours budgétaires à des résultats au regard de clientèles à desservir. La nouvelle gestion publique axée sur les résultats était dorénavant la norme dans les services publics. Les couleurs locales des services que les CLSC avaient mis en place devaient maintenant migrer vers les programmes du Ministère de la santé et des services sociaux (MSSS) et leurs cibles prioritaires. Les CLSC ont ainsi dû graduellement redéfinir leur offre de services en accord avec les cibles et priorités des programmes du MSSS.
En 2004, des changements législatifs ont fusionné les CLSC avec les centres hospitaliers des différentes régions administratives du Québec pour constituer des Centre de santé et de services sociaux (CSSS).
En 2015, un autre changement législatif amène une autre vague de fusions d'établissements en créant les Centre intégré de santé et de services sociaux (CISSS ou CIUSSS). Ces entités sont administrés par un conseil d'administration dirigé par un président-directeur général (PDG) nommé par le ministre de la Santé et des Services sociaux et regroupent les différentes missions enumérées dans la Loi sur les services de santé et les services sociaux, notamment la mission CLSC, qui se retrouve maintenant diluée au sein de grandes organisations avec peu de possibilités d'initiative de la part des communautés desservies, comme c'était le cas lors de leur création[réf. nécessaire].
Ceci a eu pour résultat de passer de 182 établissements de santé du Québec en 28 entités administratives, dont les PDG sont directement sous la gouverne du ministre de la santé,.